# Johannes Hoen (1350-1443)

Familiewapen Van Hoensbroeck

Johan II Hoen ook bekend als Johan Hoen van Voerendaal  (1350 - Maastricht, 26 mei 1443) was een zoon van Nicolaas I (Claes) Hoen ridder Hoen en schout van Maastricht uit het Huis Hoensbroeck en Agnes Saecx van Wyck 1310-1356. Ook Catharina Chapelle wordt als moeder genoemd. Echter, daar Agnes pas in 1356 gestorven is, is dat discutabel.
Johan was heer van Eijs van 1369 tot 1443 en woonachtig in het Hoenshuis te Voerendaal.
Hij stond bekend onder de naam ridder Johan Hoen van Voerendaal. Ridder Johan was de eerst genoemde edelman van Hoenshuis nabij Voerendaal. Hij was een broer van Herman, de eerste heer van Hoensbroeck. Bij de Landvredebond in 1351 door de hertogen van Brabant en Gulick en edelen en steden tussen Rein en Maas gesloten, met de bedoeling om de voortdurende bandieterij en onderlinge oorlogsschermutselingen te beperken was hij een der betrokkenen. Het is maar zeer de vraag of Johan Hoen wel of niet ondertekende. Hij hield er zich in ieder geval niet aan.
In 1369 werd door de hertog van Brabant een strafexpeditie tegen Dirk Mulrepas van Eys en Jan Hoen van Voerendaal uitgevoerd omdat deze heren regelmatig met elkaar op de vuist gingen, de omgeving onveilig maakten en eigenhandig tol hieven op de doorgaande handelswegen. De familie (Mulrepas) van Eys werd door de troepen van de hertog verjaagd van hun goed en het kasteel Goedenraad werd volledig verwoest.

## Huwelijk en kinderen
Hij trouwde in 1369 met Jutta van den Eyschen / Eys (ca. 1350-) de dochter van Dirk Mulrepas heer van Eys uit het geslacht Mulrepas, een machtige familieclan in het Hertogdom Limburg. 
Uit hun huwelijk is geboren:
- Johan van den Eysch heer van Eys ( 1370-)
- Gillis van den Eysch (1372-)
- Herman van den Eysch (1374-)
- Nicolaas van Eysch / Eys Goedenrode

Een zuster van Jutta, Greta I van den Eyschen (Eys) (ca. 1352-) trouwde met Arnold II van Hulsberg van Schaloen (ca. 1344 - voor 1414). 